# Comunas do Níger
Os Departamentos do Níger são subdivididos em comunas. Em 2005, nas sete Regiões e uma Área Capital, houve 36 départements, dividido em 265 communes, 122 cantons e 81 groupements.  As duas últimas categorias abrangem todas as áreas não abrangidas pelas Comunas Urbanas (população superior a 10.000) ou Comunas Rurais (população com menos de 10.000), e são reguladas pelo Departamento, que tem Comunas (desde 1999), prefeitos e conselhos eleitos.
Adicional semi-autónomas subdivisões incluem Sultanatos, Províncias e Tribos (tribus). O governo do Níger estima, que há um adicional de 17.000 aldeias administradas pelas Comunidades rurais.
A reorganização territorial do Níger, conhecida como "processo de descentralização", foi iniciada em 1998, sendo ampliada por uma série de leis promulgadas no período 1998-2005. As mais importantes são:
- A Constituição do Níger, de 09 de agosto de 1999 ;
- Lei n°98-032 de 14 de setembro, determinando o estatuto das Communautés Urbaines ;
- Lei n°2001-023 de 10 de agosto de 2001, criando as divisões administrativas;
- Lei n° 2002-017 de 11 de junho de 2002, determinando a administração independente de Regiões, Departamentos e Comunas, suas obrigações e recursos;[4]
- Lei n° 2002-014 de 11 de junho de 2002, criando as comunas, delimitando-as e nomeando os distritos-sede (chefs-lieux).[5]

As comunas estão listadas por departamento e região:

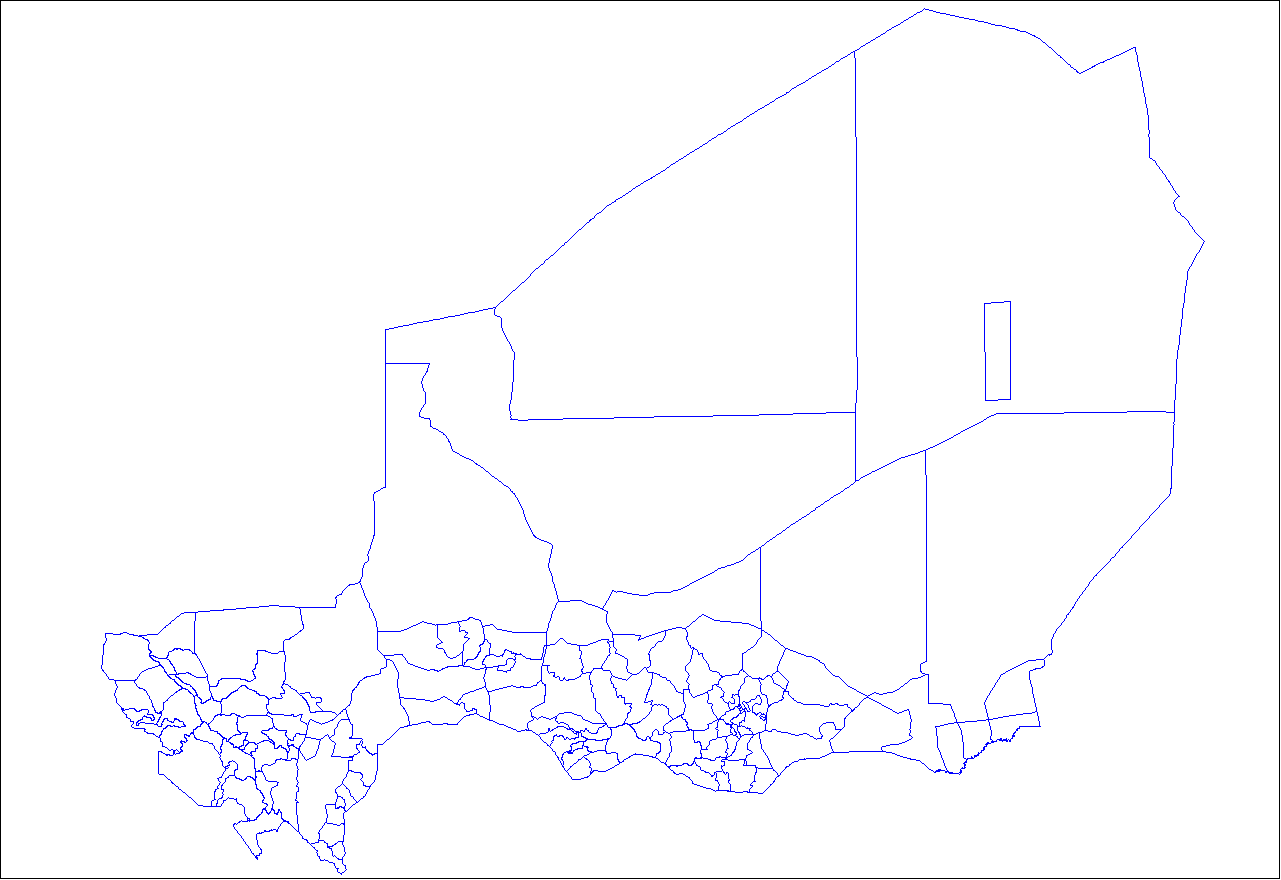
Comunas do Níger.

## Região de Agadez

### Departamento de Arlit
- Arlit
- Dannet
- Gougaram
- Iférouane
- Timia

### Departamento de Bilma
- Bilma
- Dirkou
- Djado
- Fachi

### Departamento de Tchirozerine
- Tchirozerine
- Agadez
- Aderbissinat
- Dabaga
- Ingall
- Tabelott

## Região de Diffa

### Departamento de Diffa
- Diffa
- Bosso
- Chetimari
- Gueskerou
- Toumour

### Departamento de Maine-soroa
- Maine-soroa
- Foulatari
- Goudoumaria
- N'Guelbety

### Departamento de N'guigmi
- N'guigmi
- Kabelawa
- N’gourti

## Região de Dosso

### Departamento de Boboye
- Birni N'Gaouré
- Fabidji
- Fakara
- Falmey
- Guillagué
- Harikanassou
- Kankandi
- Kiota
- Koygolo
- N’Gonga

### Departamento de Dogondoutchi
- Dogondoutchi
- Dan-Kassari
- Dogonkiria
- Doumega
- Guechemé
- Kieché
- Koré Mairoua
- Matankari
- Soucoucoutane
- Tibiri

### Departamento de Dosso
- Dosso
- Farey
- Garankedey
- Gollé
- Goroubankassam
- Karguibangou
- Mokko
- Sambera
- Tessa
- Tombokoirey I
- Tombokoirey II

### Departamento de Gaya
- Gaya
- Bana
- Bengou
- Dioundiou
- Karakara
- Tanda
- Tounouga
- Yelou
- Zabori

### Departamento de Loga
- Loga
- Falwel
- Sokorbé

## Região de Maradi

### Departamento de Aguie
- Aguie
- Gangara
- Gazaoua
- Tchadoua

### Departamento de Dakoro
- Dakoro
- Adjekoria
- Azagor
- Bader Goula
- Bermo
- Birni Lallé
- Dan Goulbi
- Gadabedji
- Korahane
- Kornaka
- Maiyara
- Roumbou I
- Sabon Machi
- Tagriss

### Departamento de Guidan-Roumdji
- Guidan-Roumdji
- Tibiri
- Chadakori
- Guidan Sori
- Saé Saboua

### Departamento de Madarounfa
- Madarounfa
- Maradi
- Maradi II
- Maradi III
- Dan Issa
- Djiratawa
- Gabi
- Safo
- Sarkin Yamma

### Departamento de Mayahi
- Mayahi
- Attantané
- El Alassan Maireyrey
- Guidan Amoumoune
- Issawane
- Kanan Bakaché
- Sarkin Haoussa
- Tchaké

### Departamento de Tessaoua
- Tessaoua
- Baoudetta
- Hawandawaki
- Koona
- Korgom
- Maijirgui
- Ourafane

## Região de Tahoua

### Departamento de Abalak
- Abalak
- Akoubounou
- Azeye
- Tabalak
- Tamaya

### Departamento de Birni N'Konni
- Birni N'Konni
- Allela
- Bazaga
- Doguerawa
- Malbaza
- Tsernaoua

### Departamento de Bouza
- Bouza
- Allakaye
- Babankatami
- Deoulé
- Karofane
- Tabotaki
- Tama

### Departamento de Illela
- Illela
- Badaguichiri
- Bagaroua
- Tajaé

### Departamento de Keita
- Keita
- Garhanga
- Ibohamane
- Tamaské

### Departamento de Madaoua
- Madaoua
- Azarori
- Bangui
- Galma Koudawatché
- Ourno
- Sabon Guida

### Departamento de Tahoua
- Tahoua
- Tahoua II
- Affala
- Bambeye
- Barmou
- Kalfou
- Takanamat
- Tebaram

### Departamento de Tchintabaraden
- Tchintabaraden
- Kao
- Tassara
- Tillia

## Região de Tillabéri

### Departamento de Filingué
- Filingué
- Abala
- Imanan
- Kourefeye Centre
- Sanam
- Tagazar
- Tondikandia

### Departamento de Kollo
- Kollo
- Bitinkodji
- Dantchandou
- Hamdallaye
- Karma
- Kirtachi
- Kouré
- Liboré
- N’Dounga
- Namaro
- Youri

### Departamento de Ouallam
- Ouallam
- Banibangou
- Dingazi
- Simiri
- Tondikiwindi

### Departamento de Say
- Say
- Ouro Gueledjo
- Tamou
- Torodi

### Departamento de Tera
- Tera
- Bankilaré
- Dargol
- Diagourou
- Gorouol
- Gotheye
- Kokorou
- Mehana

### Departamento de Tillabéri
- Tillabéri
- Anzourou
- Ayourou
- Bibiyergou
- Dessa
- Inates
- Kourteye
- Sakoira
- Sinder

## Região de Zinder

### Departamento de Gouré
- Gouré
- Alakoss
- Bouné
- Gamou
- Guidiguir
- Kellé
- Tesker

### Departamento de Magaria
- Magaria
- Bandé
- Dantchiao
- Dogo-Dogo
- Dungass
- Gouchi
- Kwaya
- Malawa
- Sassoumbroum
- Wacha
- Yekoua

### Departamento de Matameye
- Matameye
- Dan Barto
- Daouché
- Doungou
- Ichirnawa
- Kantché
- Kourni
- Tsaouni
- Yaouri

### Departamento de Mirriah
- Mirriah
- Zinder
- Zinder II
- Zinder III
- Zinder IV
- Zinder V
- Albarkaram
- Dakoussa
- Damagaram Tayakaya
- Dogo
- Droum
- Gaffati
- Garagoumsa
- Gouna
- Guidimouni
- Hamdara
- Kolleram
- Mazamni
- Moa
- Tirmini
- Wamé
- Zermou

### Departamento de Tanout
- Tanout
- Falenko
- Gangara
- Ollelewa
- Tarka
- Tenhya